# 大台町営バス

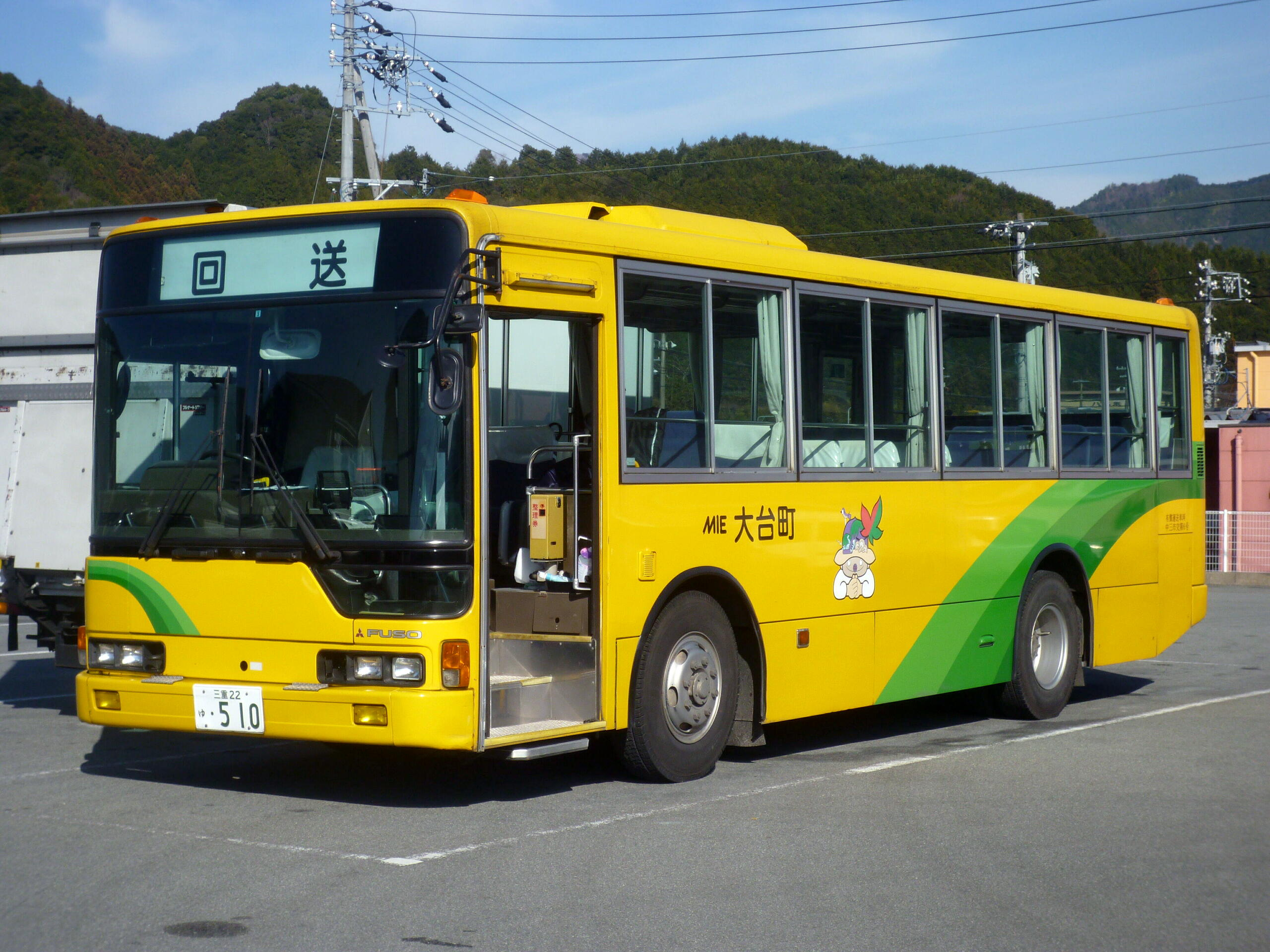
大台町営バス

大台町営バス（おおだいちょうえいバス）は、三重県多気郡大台町のコミュニティバスである。

## 概要
- 1999年4月1日 - 三重交通の撤退に伴い、宮川村営バスとして運行開始
- 2009年6月1日 - 三瀬谷～道の駅奥伊勢おおだい間を延長

運賃
- 高校生以上：300円
- 小中学生：100円
- 小学生未満：無料

2009年6月1日より、町外者運賃が廃止となり、町民と同一運賃に変更された。

## 現行路線

### 幹線
- 道の駅奥伊勢おおだい - 三瀬谷 - 上小切畑 - （フォレストピア） - 江馬 - 栗谷口 - 小滝 - 滝合 - 落滝橋 - 湖山荘前 - 大杉
- 三瀬谷→上小切畑→江馬→宮川総合支所
- 学校前→栗谷口→小滝→滝合
- 三瀬谷←上小切畑←フォレストピア←江馬←唐櫃←落滝橋←滝谷
- 宮川総合支所←栗谷口←小滝←滝合←落滝橋←湖山荘前←大杉

### 南岸中心路線
- 江馬 - 唐櫃 - 落滝橋
- 江馬 - 清水 - 菅木屋
- 江馬 - 栗谷口 - 上中木屋

## 車両
貸切バス業者からバスを2台借りるとともに、村所有のスクールバス4台を登下校時間外に活用。
- 幹線（廃止代替路線） - 三菱ふそう・エアロスター
- 南岸中心路線 - 日野・レインボー、日野・リエッセ、トヨタ・ハイエース

（2003年11月現在）